# St Giles-without-Cripplegate
Koordinaten: 51° 31′ 7,4″ N, 0° 5′ 38,6″ W

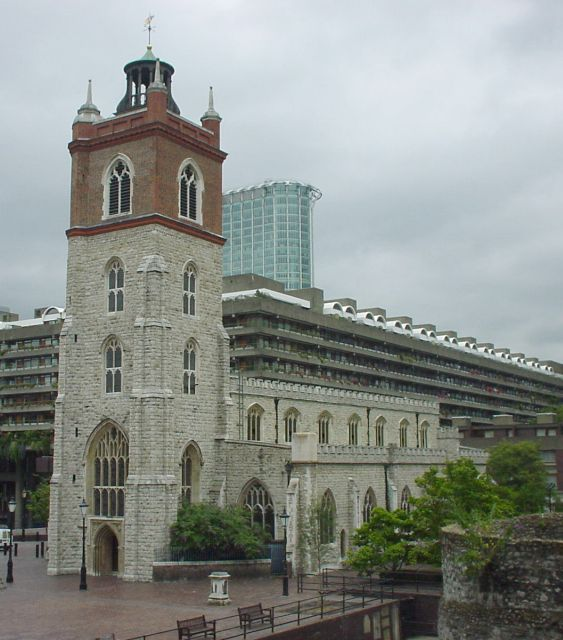
St Giles-without-Cripplegate

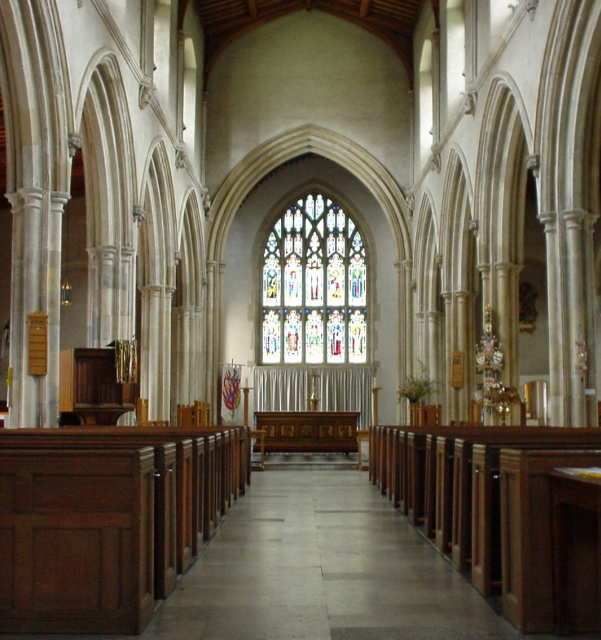
Innerhalb von St Giles

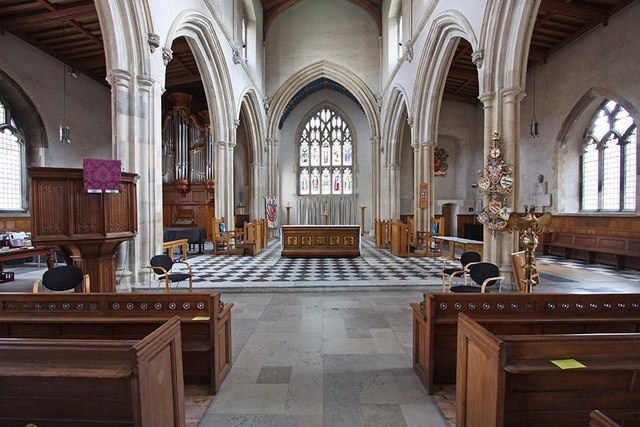
Chorraum mit Altar und Kanzel

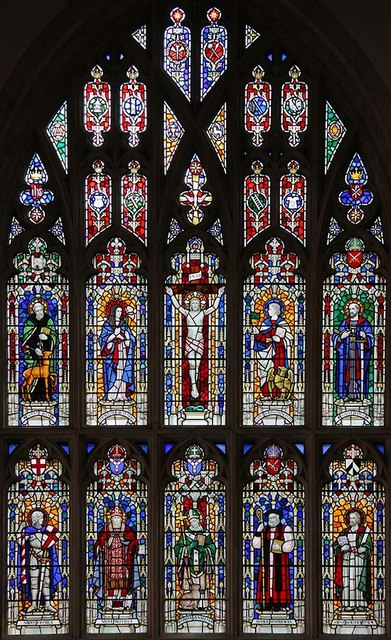
Ostfenster

Cripplegate Church um 1910

St Giles-without-Cripplegate ist ein Kirchengebäude der Church of England innerhalb der City of London im modernen Komplex Barbican Estate. Zum Zeitpunkt ihrer Entstehung stand die Kirche without, das heißt außerhalb der London Wall, in der Nähe des Cripplegate. Die Kirche ist dem Heiligen Ägidius geweiht, dem Schutzheiligen der Bettler und Krüppel. Bei dem Bauwerk handelt es sich um einen der wenigen mittelalterlichen Kirchenbauten, die in der City of London noch vorhanden sind, da nur wenige den Großen Brand von London 1666 überstanden haben.

## Geschichte
An der Stätte der heutigen Kirche bestand im elften Jahrhundert eine angelsächsische Kirche, doch diese wurde 1090 durch ein normannisches Bauwerk ersetzt. Diese wurde 1394 im Perpendicular Style neu erbaut.

“[1545] The xii day of September at iiii of cloke in the mornynge was sent Gylles church at Creppyl gatte burnyd, alle hole save the walles, stepull, belles and alle, and how it came God knoweth.”

„[1545] Am 12. Tage des September um vier Uhr am Morgen brannte die Kirche des St. Giles am Cripplegate ab – alles außer den Mauern – Kirchturm, Glocken und alles, und wie es geschah, weiß Gott allein.“

Die Kirche wurde dreimal durch ein Feuer schwer beschädigt; 1545, 1879 und während eines deutschen Luftangriffs im Verlauf des Blitzkrieges des Zweiten Weltkrieges in der Nacht zum 29. Dezember 1940. Durch Bombenangriff brannte die Kirche zwar bis auf die Grundmauern ab, doch baute man sie nach den Plänen der Instandsetzung von 1545 erneut auf. Der Kirchturm aus Sandstein wurde 1682 dem Gebäude hinzugefügt. Ein neues Geläut mit zwölf Glocken, das von Mears und Stainbank gegossen wurde, wurde 1954 installiert; dieses wurde 2006 mit einem zweiten Glockensatz ergänzt, der von der Whitechapel Bell Foundry produziert wurde.
Am 4. Januar 1950 wurde die Kirche als Denkmal 1. Rangs (Grade I Listed Building) eingestuft.

## Grundriss und Ausstattung
1. Grab von John Milton, 1674
2. Der Altar von St. Luke’s, Old Street wurde in den 1960er Jahren wegen Senkung abgebaut.
3. Das Ostfenster wurde von den Nicholson Studios entworfen und folgt dem Muster des ursprünglichen mittelalterlichen Fensters.
4. Sedilien und Piscina der mittelalterlichen Kirche
5. Kabinett mit dem historischen Schätzen von Cripplegate
6. Grab von John Foxe
7. Gedenkplatte, die an Sir Martin Frobisher erinnert
8. Büste des Kartographen und Historikers John Speed
9. Statue von John Milton; Werk von Horace Montford[8]
10. Die Orgel. Aus St. Luke’s, Old Street[9]
11. Büsten von Daniel Defoe und John Milton
12. Büsten von Oliver Cromwell und John Bunyan
13. Porträt von Dr. William Nicholls, dem ersten Rektor der St Luke’s Church und Vikar von St Giles’.
14. Westfenster mit den Wappen des Erzbischofs von Canterbury und des Bischofs von London sowie von Milton, Cromwell und Frobisher.
15. Taufbecken, stammt aus der St Luke’s Church
16. Cripplegate Window, das an die Hundertjahrfeier der Gründung der Cripplegate Foundation erinnert
17. Büste von Sir William Staines, 1801 Lord Mayor von London.[10]

### Orgel

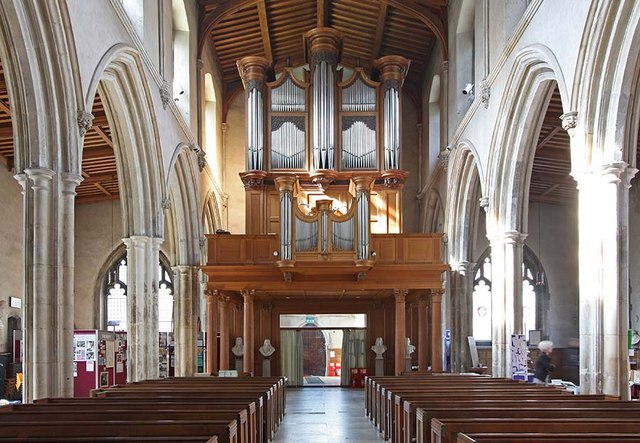
Blick auf die Orgel

Die Orgel geht zurück auf ein Instrument, das 1733 von den Orgelbauern Jordan and Bridge für die Kirche St Luke’s, Old Street erbaut, und 1863 von dem Orgelbauer Fr. Willis umfassend überarbeitet worden war. 1971 wurde die Orgel von der Orgelbaufirma N.P. Mander (London) in der St. Giles without Cripplegate aufgestellt und erweitert. Das Orgelgehäuse stammt aus dem Jahre 1733 und wurde aus der St Luke’s Kirche übernommen. Das Gehäuse des Rückpositivs wurde 1971 hinzugefügt. Die Orgel hat 42 Register auf drei Manualen und Pedal. Die Trakturen sind elektropneumatisch.
| I Choir Organ C–a3 |        |
| Stopt Diapason     | 8′     |
| Dulciana           | 8′     |
| Principal          | 4′     |
| Nason Flute        | 4′     |
| Nazard             | 2 ⁄3′  |
| Spitz Flute        | 2′     |
| Tierce             | 1 3⁄5′ |
| Cymbel III         |        |
| Cremona            | 8′     |
| Tremulant          |        |
| Mounted Cornet V   |        |
| Trumpet            | 8′     |
| Clarion            | 4′     |

| II Great Organ C–a3  |       |
| Double Open Diapason | 16′   |
| Open Diapason        | 8′    |
| Stopt Diapason       | 8′    |
| Principal            | 4′    |
| Flute                | 4′    |
| Twelfth              | 2 ⁄3′ |
| Fifteenth            | 2′    |
| Larigot              | 1 ⁄3′ |
| Mixture III          |       |
| Fourniture IV-VI     |       |
| Mounted Cornet V     |       |
| Trumpet              | 8′    |
| Clarion              | 4′    |

| III Swell Organ C–a3 |     |
| Open Diapason        | 8′  |
| Stopt Diapason       | 8′  |
| Viola                | 8′  |
| Principal            | 4′  |
| Fifteenth            | 2′  |
| Mixture III          |     |
| Contra Hautboy       | 16′ |
| Cornopean            | 8′  |
| Clarion              | 4′  |
| Tremulant            |     |

| Pedal C–f1    |     |
| Open Diapason | 16′ |
| Bourdon       | 16′ |
| Octave        | 8′  |
| Flute         | 8′  |
| Gemshorn      | 4′  |
| Mixture III   |     |
| Trombone      | 16′ |
| Trumpet       | 8′  |

## Namhafte Personen im Zusammenhang mit dieser Kirche
- John Feild, um 1570 Vikar der Kirche
- John Foxe, Autor von Foxe’s Book of Martyrs, um 1565 Robert Crowley Stellvertreter, wurde 1587 in der Kirche beigesetzt
- Robert Crowley, Rektor von St Giles’s, Drucker, Dichter, wurde 1588 in der Kirche beigesetzt
- Lancelot Andrewes, Rektor nach Crowley
- Sir Martin Frobisher, Kapitän, der gegen die Spanische Armada kämpfte, wurde 1594 hier begraben
- Nathaniel Eaton, erster Direktor des Harvard College wurde 1610 hier getauft
- Oliver Cromwell, Militärkommandeur und Lord Protector Englands, heiratete in der Kirche 1620
- Nicholas Tooley, Shakespeare-Schauspieler, wurde hier am 5. Juni 1623 begraben
- John Speed, Autor von Theatre of the Empire of Great Britaine, wurde 1629 in der Kirche begraben
- John Milton, Autor von Paradise Lost, wurde 1674 in der Kirche beigesetzt
- John Bunyan, Autor von The Pilgrim’s Progress, besuchte hier den Gottesdienst
- Daniel Defoe, Autor von Robinson Crusoe, starb 1731 im Pfarrbezirk

## Musik
Rick Wakeman, Keyboarder der Band Yes spielte den Orgelpart im dritten Teil I Get Up I Get Down des Stücks Close to the Edge auf der Orgel der Kirche ein. Auch im Wakeman Track Jane Seymour vom Album The Six Wives of Henry VIII ist die Orgel von St Giles-without-Cripplegate zu hören.

## Belege
1. ↑  John Betjeman: The City of London Churches. Pikin, Andover 1967, ISBN 0-85372-112-2 (englisch).
2. ↑  C. Hibbert, D Weinreb, J Keay: The London Encyclopaedia. Pan Macmillan, London 2008, ISBN 978-1-4050-4924-5 (englisch,  [1983]).
3. ↑  G. Cobb: The Old Churches of London. Batsford, London 1942.
4. ↑  John Gough Nichols (Hrsg.): Chronicle of the Grey Friars of London. Royal Historical Society (Great Britain), London 1852 (archive.org).
5. ↑  T. Tucker: The Visitors Guide to the City of London Churches. Friends of the City Churches, London 2006, ISBN 0-9553945-0-3.
6. ↑  History of St Giles' without Cripplegate. Abgerufen am 9. Juli 2011 (englisch).
7. ↑  Remains Of Church Of St Giles, Cripplegate / Church Of St Giles. Historic England, abgerufen am 9. März 2025 (englisch).
8. ↑  Niklaus Pevsner, S. Bradley: London:the City Churches. Yale University Press, New Haven 1998, ISBN 0-300-09655-0 (englisch).
9. ↑  C.W. Pearce: Notes on Old City Churches: their organs, organists and musical associations. Winthrop Rogers Ltd, London 1909 (englisch).
10. ↑  St Giles’s Church Guide
11. ↑  Nähere Informationen zur Orgel auf der Website der Kirche (englisch)
12. ↑  Total 5.1 Mass Retain: Steven Wilson on Mixing Yes’ Close to the Edge in Surround Sound | SoundBard. Abgerufen am 21. September 2024.